# ミナミオニヌマエビ
ミナミオニヌマエビ（南鬼沼蝦、A. pilipes）は、ミナミオニヌマエビ属に属すヌマエビである。西太平洋の熱帯地域の河川に生息する淡水エビで、体には黒色の斑点がある。

## 分布
日本国内では、大隅諸島口永良部島以南（与論島、久米島、宮古島、沖縄島、石垣島、西表島）、小笠原諸島に分布する。現在のところ、日本国外からの記録はない。
国外では、台湾からフランス領ポリネシアにおよぶ西太平洋に分布する。

## 形態
頭胸甲長10 mm、体長36 mm程度。額角は短く、その長さは第1触角柄部第１節の先端かわずかに超え、背面から見ると三角形で、側面から見るとやや下降する。その上縁に歯はなく、下縁は無歯または1～3本の歯が先端近くにある。第1・第2胸脚には同じ大きさの1対の先端に長い剛毛の密生するハサミをもち、この剛毛を広げることで浮遊物を捕らえ捕食する。手のひら部分は非常に短いかそもそもない。第3～第5胸脚は小棘に覆われる。体色は白色、黄色、緑色など変異に富む。背面には小さな黒斑が並び、側面には大きい黒点が散在する。
小さな卵をたくさん産む。
雄の第3胸脚長節には鉤状の突起はなく、オニヌマエビは鉤状の突起がある。また、オニヌマエビと異なり、第3顎脚先端は棘状で、剛毛は生えず、雄の第1腹肢内肢の先端は細長い。

## 生態
河川の上流から中流の流れの速い所の岩陰、木や草の根元、滝の縁に生息する。
流れを利用して第1・第2胸脚にある剛毛を広げ、浮遊物を捕食する。
両側回遊型。

## 研究史
1847年、ニューポートがAtyoida pilipesを記載した。
1860年、ウィリアム・スティンプソンが Caridina acuminataを記載した。この種はヒメヌマエビ属の種と位置付けられ、標準和名はヒラツノヌマエビとなった。またスティンプソンがCaridina brevirostrisを記載した。
2006年、諸喜田茂充らによって、Caridina brevirostrisと、Caridina acuminata、Atyoida pilipesがシノニムであることが示され、Atyoida pilipesに統一された。
2018年には日本におけるミナミオニヌマエビの保全状況が悪いことが明らかになったことで、環境省レッドリスト2018で準絶滅危惧に指定された。